# Club Deportivo Popular Junior Fútbol Club
O Club Deportivo Popular Junior Fútbol Club S.A., mais conhecido como Junior de Barranquilla ou simplesmente Junior, e pelo seu antigo nome Atlético Junior, é um clube de futebol profissional colombiano da cidade de Barranquilla. Fundado em 7 de agosto de 1924, é o terceiro clube mais antigo do país. Sagrou-se campeão do Campeonato Colombiano em dez ocasiões, ganhou a Copa Colômbia em duas e a Superliga da Colômbia também em duas.
A nível internacional, conta até 
2024 com 29 participações oficiais em competições internacionais organizadas pela Conmebol, tendo como melhor resultado o vice-campeonato da Copa Sul-Americana de 2018.
O Junior é o quinto clube do Futebol Profissional Colombiano com mais participações internacionais oficiais, sendo o melhor da Região Caribe do país. Ademais, foi o único a representar com qualidade a Seleção da Colômbia num Campeonato Sul-americano (atual Copa América), obtendo a conquista da Copa Mariscal Sucre de 1945, destinada à apontar a melhor seleção entre as equipas bolivarianas.
Junior joga como mandante no Estádio Metropolitano Roberto Meléndez, que leva o nome do futebolista barranquillero atacante histórico de Colômbia na época do desporto não profissional. Foi inaugurado o 11 de maio de 1986 e encontra-se localizado em localidade metropolitana do sul da cidade, no limite entre Barranquilla e o município de Soledad. Sua capacidade total é de aproximadamente 50.000 espectadores.
Seu rival clássico é o Unión Magdalena, com o que disputa o Clásico Costeño.
Seu mascote é um tubarão.
É o time de coração da cantora Shakira.

## História

### Fundação

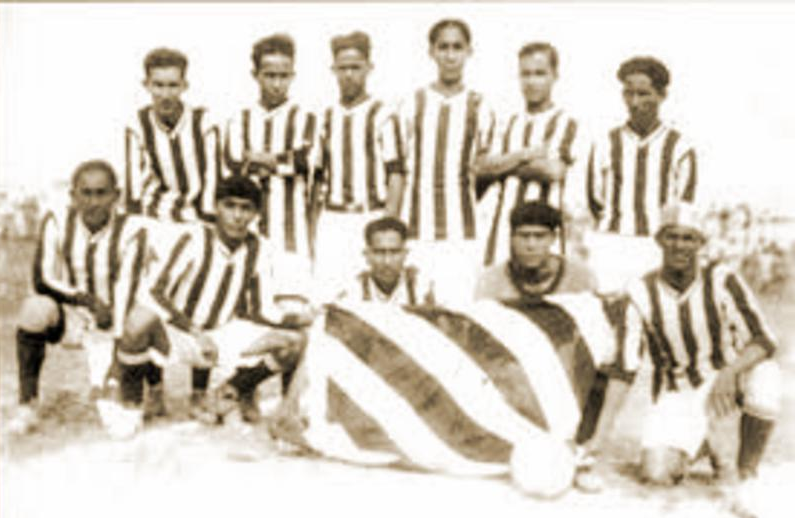
Juventude Junior em 1929

O clube pensou-se em criar em 1923 para representar aos bairros San Roque e Rebolo de Barranquilla. O movimento começou quando o Colégio Salesiano criou a equipa Juventus, já que eles eram de ascendência italiana, mas depois a equipa conhecer-se-ia como Juventude.
Um grupo de aficionados ao futebol, bem como os integrantes menores do Juventude criaram o 7 de agosto de 1924 na rua 30 com carreira 29 de Barranquilla, liderados por Micaela Lavalle de Mejia, a criação do novo clube que teve por nome Juventude Infantil. A equipa original estava conformado por Víctor Bovea, Héctor Doado, Leovigildo Rolong, Juan Mejía, Manuel Vásquez, Víctor Núñez, Alberto das Salas, Vicente Cervera, Rosendo Bairros, Armando Moya, Aurelio Roa, Valerio Molinares, Agustín Consuegra, Simeón Manjarrés, Enrique Lamadrid, Pedro Yépez, Néstor García, Francisco Ibáñez e Nicolás Pineda. O primeiro partido foi o 12 de outubro de 1924 na praça 7 de Abril contra o Argentino F.B.C., ao qual venceu 2-1.
Em 1926 ingressa a une-a de Futebol do Atlántico, na Terceira Categoria, ganhando a ascensão à Segunda Categoria em 1927. Em 1929, após 2 anos na Segunda Categoria, ascende à Primeira Categoria mudando seu nome pelo de Juventude Junior.

### Era profissional, vice campeão (1948)
Em 1948, com o nome de Atlético Junior participa no primeiro torneio do Futebol Profissional Colombiano da Divisão Maior do Futebol Colombiano (Dimayor), vice campeão ficando com quatro pontos apenas abaixo do Santa Fé. Essa equipe era conhecida como os Miuras.

### 1950: Com jogo bonito
Junior regressa à Dimayor em 1950 tendo entre seus jogadores a Heleno de Freitas. Ao final do torneio fica 8.º com 31 pontos.
Em 1951 chegam Efraín "O Caimán" Sánchez e Tim. Terminam oitavos com 36 pontos. Ao final do ano sairiam da equipa Efraín "O Caimán" Sánchez, Heleno de Freitas e Tim.
Em 1952, sem suas grandes estrelas brasileiras e o grande goleiro colombiano, Junior terminou sexto no torneio com 33 pontos.

### 1953: Crise desportiva e económica
Em 1953 terminam 10.º do campeonato, com 15 pontos. Também enfrentam uma grave crise económica que o obriga a se retirar da Dimayor, passando a participar durante 13 anos do torneio aficionado da une departamental, desaparecendo do profissionalismo colombiano.

### 1966: Regresso ao profissionalismo

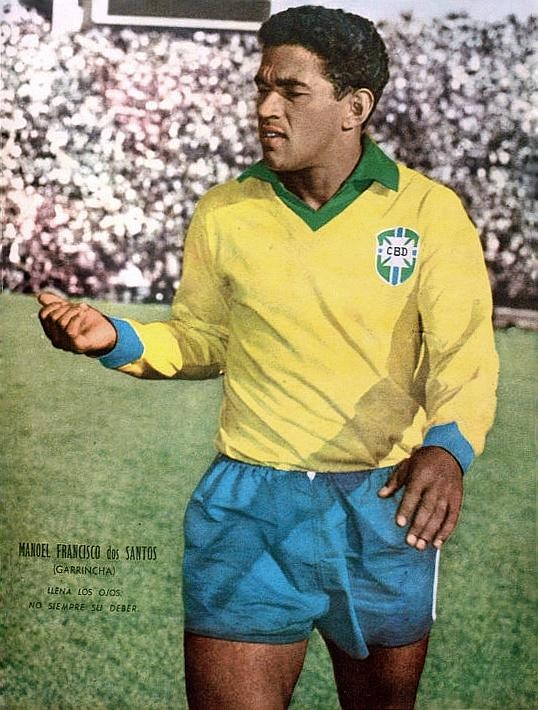
Garrincha foi parte da mítica delantera brasileira em 1967.

Em 1966 Junior volta à primeira divisão após 13 anos de problemas económicos. Neste primeiro torneio após 13 anos de ausência, Junior termina oitavo do torneio com 53 pontos.
Em 1967, Junior contrata a três míticos jogadores brasileiros: Garrincha, Dida e Quarentinha. Ao final do torneio Junior termina quinto com 59 pontos. Garrincha só jogou um partido contra Santa Fé. Nesse mesmo ano saem da equipa as três estrelas brasileiras contratadas no princípio do ano.
Em 1968 volta o mítico arqueiro colombiano Efraín "O Caimán" Sánchez. Desde esse ano o torneio dividiu-se em Abertura e Finalização. No Torneio Abertura Junior termina em quarto com 35 pontos. No Torneio Finalização Junior termina em terceiro com 35 pontos. Junior, com estas duas campanhas classifica-se a brigar pelo terceiro lugar anual contra Milionários. Perde na disputa pelo terceiro lugar anual ao empatar um partido e perder o outro. A final de ano sai da equipa o mítico arqueiro Efraín "O Caimán" Sánchez.
Em 1969, Junior contrata ao único jogador que tem conseguido fazer um golo olímpico num mundial de futebol: Marco Coll (feito ocorrido no Mundial do Chile em 1962). No Torneio Abertura termina quinto com 28 pontos. No Torneio Finalização termina em sexto com 29 pontos.

### 1977: A consagração profissional

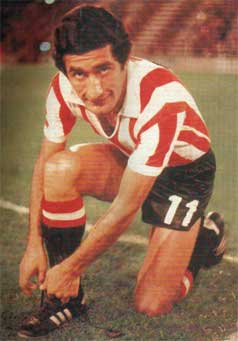
Juan Ramón Verón, artífice do primeiro título profissional em 1977.

Em 1977 chegam à equipa o volante argentino Eduardo "O Índio" Solari e Alfredo "O Maestrico" Arango. Volta o defesa Jesús "O Toto" Loiro. No Torneio Abertura, Junior termina primeiro com 35 pontos, dois mais que seu perseguidor Desportivo Cali. Assim, Junior ganhava o Torneio Abertura e classificava automaticamente ao Hexagonal Final. No Torneio Finalização, Junior ficou localizado no grupo A, ficando último com 18 pontos. No Hexagonal Final, Junior terminou primeiro com 15 pontos, três mais que o subcampeón Desportivo Cali. Assim, Junior obtinha seu primeiro campeonato nacional e sua segunda Copa Libertadores. Ao final da temporada vão-se da equipa os argentinos Eduardo "O Índio" Solari, Juan Ramón Verón e Juan Carlos Delménico.

### 1980: Segunda estrela
Em 1980 volta o arqueiro argentino Juan Carlos Delménico. No campeonato colombiano, Junior termina líder do Torneio Abertura com 35 pontos, com os mesmos pontos do segundo (Desportivo Cali). Junior e Desportivo Cali classificaram aos quadrangulares Semifinais. No Torneio Finalização, Junior fica último do grupo A com 10 pontos. Nos quadrangulares Semifinais, Junior terminou líder do grupo B com 8 pontos, 1 mais que o segundo Atlético Nacional, classificando ao Quadrangular Final, em onde enfrentaria a Atlético Nacional, Desportivo Cali e América de Cali. Junior fica campeão ao não perder nenhum partido no quadrangular final e amealhar 9 pontos, lhe sacando 2 de vantagem ao Desportivo Cali que ficou vice-campeão com 7 pontos. O Junior assim conseguia sua segunda estrela e sua terceira classificação a Copa Libertadores.

### 1993: Terceiro título profissional
Em 1993 voltam Ivan Rene Valenciano, Alexis Mendoza, Miguel "Niche" Guerreiro e Oswaldo Mackenzie. Chegam pela primeira vez Jorge Bolaño e o máximo ídolo na história da equipa e melhor jogador colombiano da história: Carlos "O Pibe" Valderrama (incluído no top 50 dos melhores jogadores de futebol da história segundo a FIFA). No Torneio Abertura, Junior fica líder do grupo B com 21 pontos (5 mais que o segundo Atlético Nacional) classificando aos quadrangulares finais. No Torneio Finalização, o Junior termina segundo com 35 pontos (4 menos que o líder Independente Medellín). De bonificação dos dois torneios, Junior recebeu 1,50 pontos. Nos quadrangulares finais, Junior fica no grupo A junto a Atléitco Nacional, Milionários e Onze Caldas. O Junior fica em segundo com o mesmo número de pontos que o líder Atlético Nacional (8,50 pontos). No Quadrangular Final, Junior termina líder com 7 pontos (o mesmo número que o Independente Medellín). Miguel Ángel "O Niche" Guerreiro termina goleador com 34 golos. Junior se classifica para a sua quinta Copa Libertadores da América e vence pela terceira vez o Campeonato Colombiano.

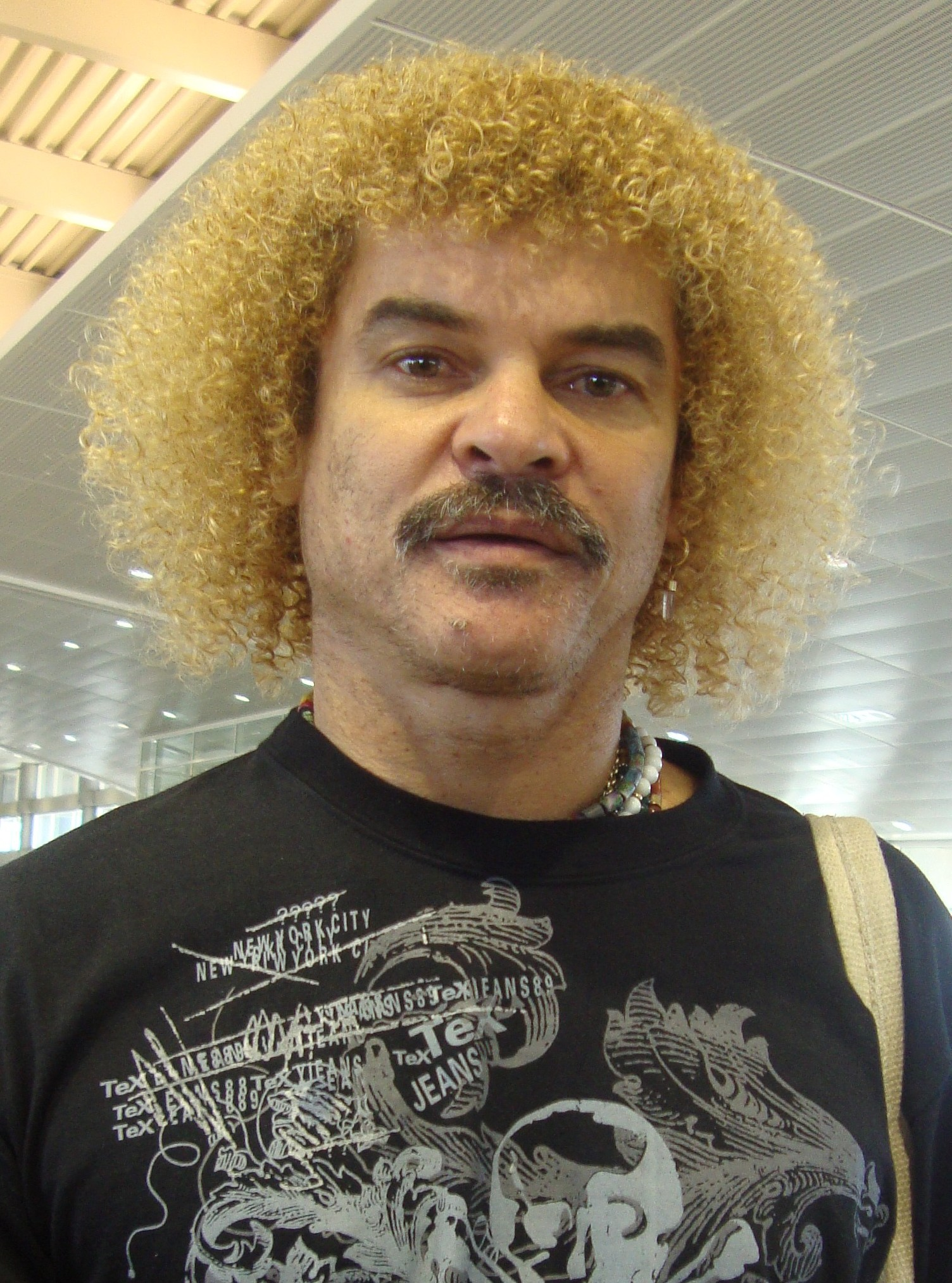
Nas edições de 1993 e 1995 Carlos "O Pibe" Valderrama coroou-se campeão com o conjunto barranquillero, ganhando assim o rótulo de ídolo.

### Copa Libertadores (1994)
Em 1994 chega o atacante chileno Cristian Montesinos. Junior participa em sua quinta Copa Libertadores. Ficou localizado no grupo 1 junto a Independente Medellín, Olimpia de Paraguai e Cerro Porteño de Paraguai. Termina terceiro do grupo com 5 pontos. Nos Oitavos de Final enfrenta-se com Colo-Colo de Chile, terminando num resultado global 3-3. Nos pênaltis, Junior ganhou 4-3. Nos Quartos de Final, Junior enfrentou-se a Independente Medellín ganhando 2-0. Nas Semifinais, enfrenta ao clube argentino Vélez Sársfield. A cada equipa ganha um partido 2-1 pelo que o resultado global termina 3-3. Ao final, nos pênaltis, Junior foi vencido 5-4 ficando eliminado do torneio.

### 1995: Quarta estrela
Em 1995 fica campeão de Torneio Colombiano com 62 pontos (2 mais que o subcampeón América de Cali. Assim, Junior ganha por quarta vez o campeonato colombiano e classifica a sua sexta Copa Libertadores. Iván René Valenciano é goleador com 24 golos.

### Quinta estrela
No Torneio Abertura 2004, Junior termina quinto com 30 pontos, classificando aos Cuadrangulares Semifinais. Nos cuadrangulares, Junior fica localizado no grupo A junto a Nacional, América e Pasto. Junior termina último com 6 pontos. No Torneio Finalização, Junior classifica aos cuadrangulares semifinais, oitavo com 28 pontos. Fica localizado no grupo B junto a Desportivo Cali, Independente Medellín e Atlético Bucaramanga, classificando à final com 13 pontos (5 mais que o Desportivo Cali). Na Final, Junior enfrenta o Atlético Nacional. Na partida de Barranquilla, Junior vence 3-0. No partido de Medellín, Nacional vence a Junior 5-2, ficando um resultado global de 5-5 e obrigando à série de penais em onde Junior vence 5-4. Junior assim obtinha seu quinto título nacional e sua nona classificação a Copa Libertadores. Também o Junior foi campeão do torneio amistoso Copa Cotton USA, realizada em Medellín como homenagem aos 10 anos da morte de Andrés Escobar.

### (2006) - (2008): A debacle
Para o Torneio Abertura 2006 volta à equipa o histórico Víctor Danilo Pacheco. Nesse certamen, Junior termina 16°, fazendo uma de suas piores campanhas da história com 17 pontos, ficando eliminado do torneio. Para o Torneio Finalização volta o argentino Omar Sebastián Pérez (procedente de México) e o máximo goleador da equipa em sua história: Iván René Valenciano. Víctor Danilo Pacheco sai. Junior termina 15 com 17 pontos, ficando eliminado do torneio. A final de ano saem Hayder Palácio e Iván René Valenciano.
Para o Torneio Abertura de 2007 chegou à equipa o então desconhecido Teófilo Gutiérrez, mas a grande contratação da equipa foi o argentino Gabriel Fernández. Neste torneio, Junior termina 11 com 23 pontos, ficando eliminado do certamen. A metade de ano vão-se Gabriel Fernández e Omar Sebastián Pérez. Para o Torneio Finalização chega Carlos Valderrama como director desportivo da equipa, Junior termina 13 com 18 pontos, ficando eliminado do certamen.

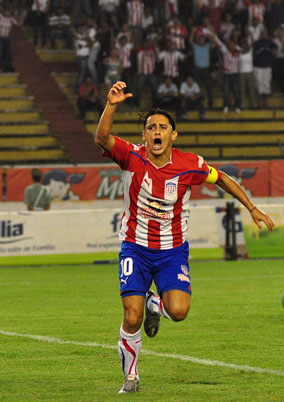
Giovanni Hernández.

 Em 2008, no meio da pior crise na história do clube. Giovanni Hernández, foi o eixo de jogo do quadro barranquillero, bem como um jogador finque nos títulos de 2010 e 2011.
A princípios de 2008 Junior viu-se ameaçado pelo descenso pelo que contratou a Giovanni Hernández como principal contratação, e trouxe de volta a Hayder Palácio (quem tinha jogado no último ano no Desportivo Cali) para o Torneio Abertura. Neste torneio, Junior termina 12 com 24 pontos, ficando eliminado. Na Copa Colômbia termina líder do grupo A com 20 pontos, 1 mais que o União Magdalena, se classificando à segunda fase. Martín Arzuaga voltou à equipa para o segundo semestre.
No Torneio Finalização, Junior termina segundo com 31 pontos (dois menos que o líder Deportes Tolima) classificando aos cuadrangulares semifinais após dois anos e médio. Nos Cuadrangulares Semifinais, Junior ficou no grupo B junto a América, Pereira e Deportivo Cali, terminando terceiro com 7 pontos e ficando eliminado do torneio. Na Copa Colômbia Junior ficaria eliminado em segunda fase a mãos de Envigado ao perder 1-0 em Envigado e ganhar 3-2 em Barranquilla, classificando o Envigado por maior quantidade de golos de visitante. A final de ano Martín Arzuaga sai da equipa.
Vice campeão do Abertura (2009-I)
Para o Torneio Abertura 2009 chegam Ricardo Ciciliano e Adrián Berbia como principais contratações. Neste torneio, Junior termina segundo com 31 pontos (1 menos que o líder Deportes Tolima), classificando aos quadrangulares semifinais onde fica localizado no grupo B junto a Desportivo Cali, Envigado F. C. e Cúcuta Desportivo, terminando líder com 9 pontos (os mesmos que o Desportivo Cali que se viu prejudicado ao ficar Junior em melhor posição na fase Todos contra Todos) classificando à final. Na final, Junior enfrenta a Onze Caldas. Junior perde os dois partidos 2-1 em Manizales e 1-3 em Barranquilla. Assim, Junior conseguiria o seu sexto vice-campeonato. Teófilo Gutiérrez é goleador do Torneio Abertura com 16 golos. Enquanto, em Copa Colômbia, Junior termina 2° do grupo A com 21 pontos (1 menos que o líder Atlético da Sabana), classificando à segunda fase do torneio.
Para o Torneio Finalização, Junior contrata ao experimentado volante Freddy "Totono" Grisales. Junior termina sexto com 27 pontos (11 menos que o líder Independente Medellín, classificando aos cuadrangulares semifinais, onde após o sorteio fica localizado no grupo A junto a Independiente Medellín, Deportivo Pereira e Real Cartagena. Junior termina segundo com 9 pontos, 5 menos que o líder Independiente Medellín, ficando eliminado do torneio. No entanto, Junior consegue a terceira cota colombiana à Copa Libertadores ao ser a equipa que mais pontos conseguiu no ano (76) superando por dois pontos ao Deportes Tolima.
Na Copa Colômbia, Junior enfrenta a Medellín, eliminando-o com um global de 3-2 (3-1 em Barranquilla e 1-0 em Medellín), classificando à terceira fase, onde enfrentaria ao Quindío, empatando 0-0 em Armenia e 2-2 em Barranquilla. Desde os penais classifica-se o Junior às semifinais, onde enfrentaria a Pasto, perdendo ambos partidos 3-1 e 1-2 em Pasto e Barranquilla respectivamente, ficando eliminados. Carlos Bacca consegue coroar-se goleador da Copa Colômbia com 11 golos, 4 a mais que seu mais próximo perseguidor Jorge Enrique Vargas (Atlético da Sabana).
Apesar de ter conseguido a classificação a Copa Libertadores como equipa com mais pontos conseguidos durante 2009, o técnico Julio Comesaña é despedido, sendo substituído por Diego Edison Umaña. Ao final do ano saem da equipa Teófilo Gutiérrez (rumo ao futebol turco) e Camilo Ceballos e retira-se Dumar Roda, sendo estas as principais baixas da equipa para o seguinte torneio.

### 2010: Abertura, o sexto título profissional
Para o 2010 chegam à equipa Paulo César Arango, Martín Arzuaga e o defesa panamenho Román Torres como principais contratações. Na Copa Libertadores é eliminado ao perder a série com Racing de Uruguai por 4-2 no agregado.
No Torneio Abertura termina em terceiro na disputa de todos contra todos com 32 pontos, dois menos que o líder Deportes Tolima, depois de uma sofrida classificação no que se lhe deram os resultados que precisava e venceu 2-0 a Envigado. Na semifinal venceu a Medellín. Na final enfrentou a Equidade vencendo-o 3-2 numa final de infarto que se definiu por um golo de carambola de Carlos Bacca faltando quatro minutos para o final do encontro. Junior assim ganhava seu sexto campeonato colombiano e classifica à Copa Libertadores. Carlos Bacca é goleador com 12 golos, os mesmos de Carlos Rentería da Equidade. Pela Copa Colômbia, Junior consegue terminar 2° do grupo A com 18 pontos, os mesmos que o líder Real Cartagena, quem os superava por diferença de golos (5 contra 4), classificando directamente aos oitavos de final, a se disputar ao seguinte semestre. Ao final do campeonato saem o goleiro uruguaio Adrian Berbia, bem como os atacantes Martín Arzuaga e Emerson Acuña.

### Sétima estrela

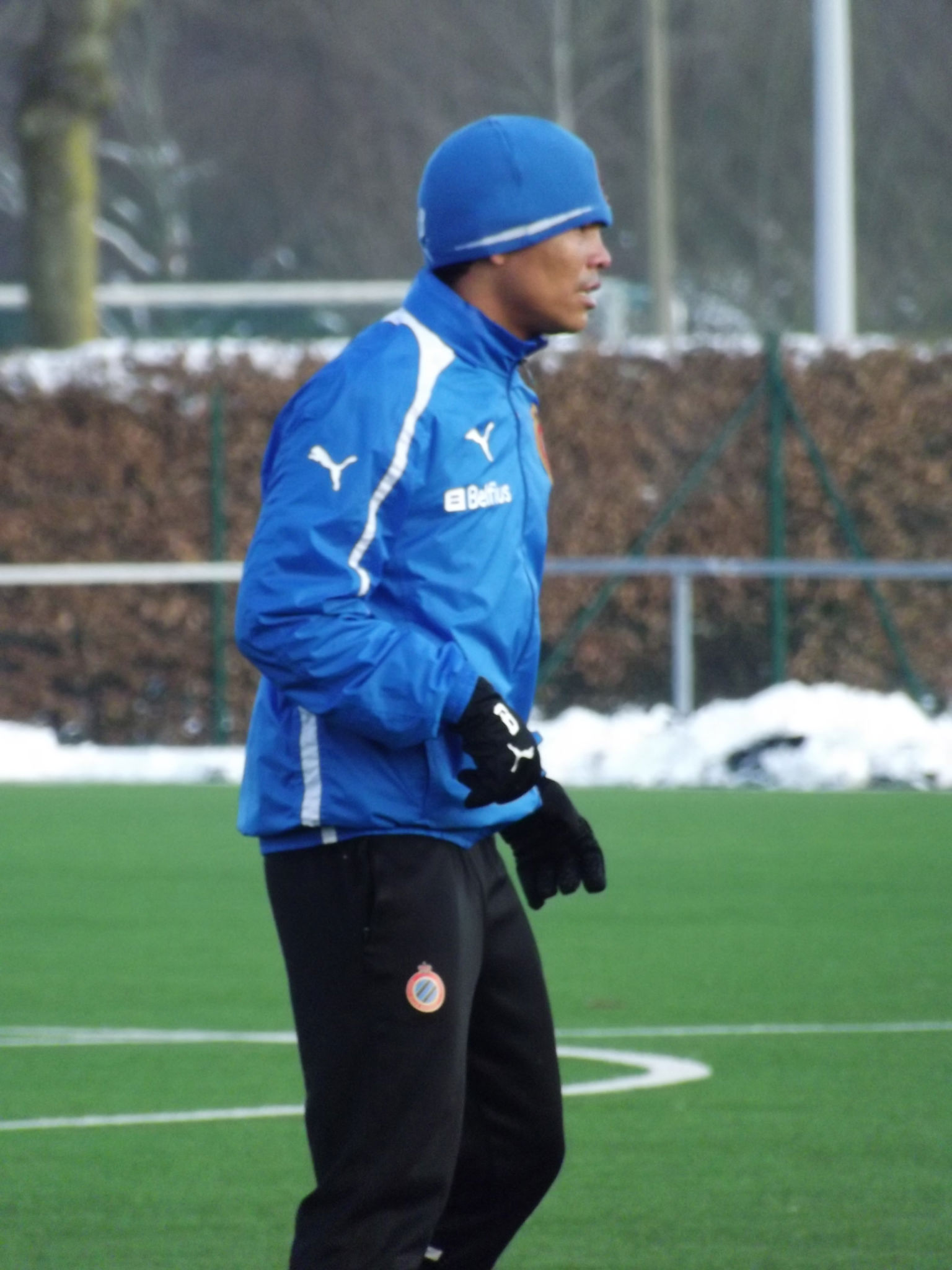
Carlos Bacca ficou goleador por segundo ano consecutivo em 2011

Para o Torneio Finalização 2011 muda-se novamente de presidente, sendo Antonio Char o sucessor de Arturo Char. Junior contrata a Cristian Mejía como principal contratação, procedente do futebol uruguaio. Após 3 datas do campeonato, onde se conseguiu uma derrota 0 a 3, um empate 0 a 0 e uma vitória 4 a 0, Jorge Luis Pinto deixaria a direcção técnica tão só 3 meses após a assumir ao aceitar uma oferta para dirigir à Selecção Costa Rica. Sua substituição seria José Eugenio "Cheché" Hernández recomendado pelo mesmo Pinto. A equipa termina 1° no todos contra todos pela primeira vez nos torneios curtos, com 1 ponto de vantagem sobre o escolta Itagüí Ditaires. Nos quartos de final enfrenta a Boyacá Chicó numa polémica série onde só se jogaram 45 minutos em Tunja devido à agressão a um juiz de linha. Boyacá Chicó foi sancionado com a anulação do ponto que conseguia até esse momento, sendo suficiente o empate 2 a 2 em Barranquilla (após estar o partido 0-2 na contramão de Junior) para conseguir classificar às semifinais, onde enfrentaria a Milionários numa série épica onde Junior perdeu 3-0 em Bogotá e remontou com o mesmo marcador em Barranquilla, definindo a classificação desde os penais, onde Junior se impôs 5-4, num partido onde a torcida se fez sentir. Na final enfrentaria a Onze Caldas, ganhando 3-2 em Barranquilla (após remontar um 0-2) e perdendo 2-1 em Manizales definindo o título com um 2-4 nos penais, conseguindo seu sétimo título colombiano e a classificação à Copa Libertadores 2012. Igualmente, Carlos Bacca consegue o Botim de Ouro por 2° ano consecutivo ao anotar 12 golos (2 mais que seus perseguidores Germán Cano do Pereira, Lionard Pajoy do Itagüí e seu irmão John Pajoy do Once Caldas).

### Campeão Copa Colômbia 2015
Junior compartilhou o grupo A junto ao Real Cartagena, Unión Magdalena, Valledupar F.C, Uniautónoma F.C e Barranquilla F.C E finalizou primeiro do grupo com os mesmos pontos e mesma diferença de golo do Real Cartagena mas com mais golos a favor.
Em oitavos de final ganhou a série ante o Atlético Nacional com um global de (2-1), Em semifinais enfrentou-se com o Independente Medellín Ganhando (2-1) em casa, mas perdendo pela mesma diferença em Medellín, forçando assim os penais, onde se impôs (5-4). Em seu primeira final de Copa Colômbia o rival séria Independente Santa Fé, começou impondo-se (2-0) no Estádio Metropolitano Roberto Meléndez. Mas cai pela mínima diferença no Estádio Nemesio Camacho O Campín, Não obstante, pelo resultado global de (2-1), ganha a sua primeira Copa Colômbia.

## Títulos
| NACIONAIS | NACIONAIS             | NACIONAIS | NACIONAIS                                                                   |
|           | Competição            | Títulos   | Temporadas                                                                  |
| --------- | --------------------- | --------- | --------------------------------------------------------------------------- |
|           | Campeonato Colombiano | 10        | 1977, 1980, 1993, 1995, 2004–II, 2010–I, 2011–II, 2018–II, 2019–I e 2023-II |
|           | Copa Colômbia         | 2         | 2015 e 2017                                                                 |
|           | Superliga da Colômbia | 2         | 2019 e 2020                                                                 |

## Elenco atual
- Atualizado em 24 de dezembro de 2021.

Legenda
- : Capitão
- : Lesão